# ノダール・ガブニア
ノダール・ガブニア （ნოდარ გაბუნია、Nodar Gabunia、1933年7月9日 –2000年8月31日）は旧ソ連から1991年に独立したグルジアの作曲家、ピアニスト。

## 略歴
トビリシに生まれる。トビリシ音楽院を卒業後、1954年からモスクワ音楽院でゴリデンヴェイゼルにピアノを、ハチャトゥリアンに作曲を学んだ。その後1962年にグルジアへ帰国し、1966年からトビリシ音楽院の教員、1976年に教授となり、1984年以降は音楽院長となる。また王立ハーグ音楽院の客員教授をつとめ、コンサート・ピアニストとして活躍した。アムステルダムで没す。娘にヴァイオリニストのナタリア・ガブニアがいる。

## 作曲
作曲家としても交響曲、ピアノ協奏曲、ヴァイオリン協奏曲等、多くの作品を残している。作風は基本的に新ロマン主義音楽によっており、さらにグルジアの民族音楽やバルトーク・ベーラの語法の影響がみられる。